# Redmond–Suns förmodan
Inom talteori är Redmond–Suns förmodan, framlagen av Stephen Redmond och Zhi-Wei Sun 2006, en förmodan som säger att varje intervall  [x m, y n] med x, y, m, n ∈ {2, 3, 4, ...} innehåller primtal med bara ändligt många undantag, nämligen intervallen
{\displaystyle [2^{3},\,3^{2}],\ [5^{2},\,3^{3}],\ [2^{5},\,6^{2}],\ [11^{2},\,5^{3}],\ [3^{7},\,13^{3}],}
{\displaystyle [5^{5},\,56^{2}],\ [181^{2},\,2^{15}],\ [43^{3},\,282^{2}],\ [46^{3},\,312^{2}],\ [22434^{2},\,55^{5}].}
Förmodandet har verifierats för intervall [x m, y n] under 1012. Konsekvenser av ett eventuellt bevis av förmodandet är bland annat Catalans förmodan och Legendres förmodan som specialfall. Den är även relaterad till abc-förmodan.